# Wahl zum Abgeordnetenhaus von Berlin 1967
- SPD: 81
- FDP: 9
- CDU: 47

- Regierung: 90
- Opposition: 47

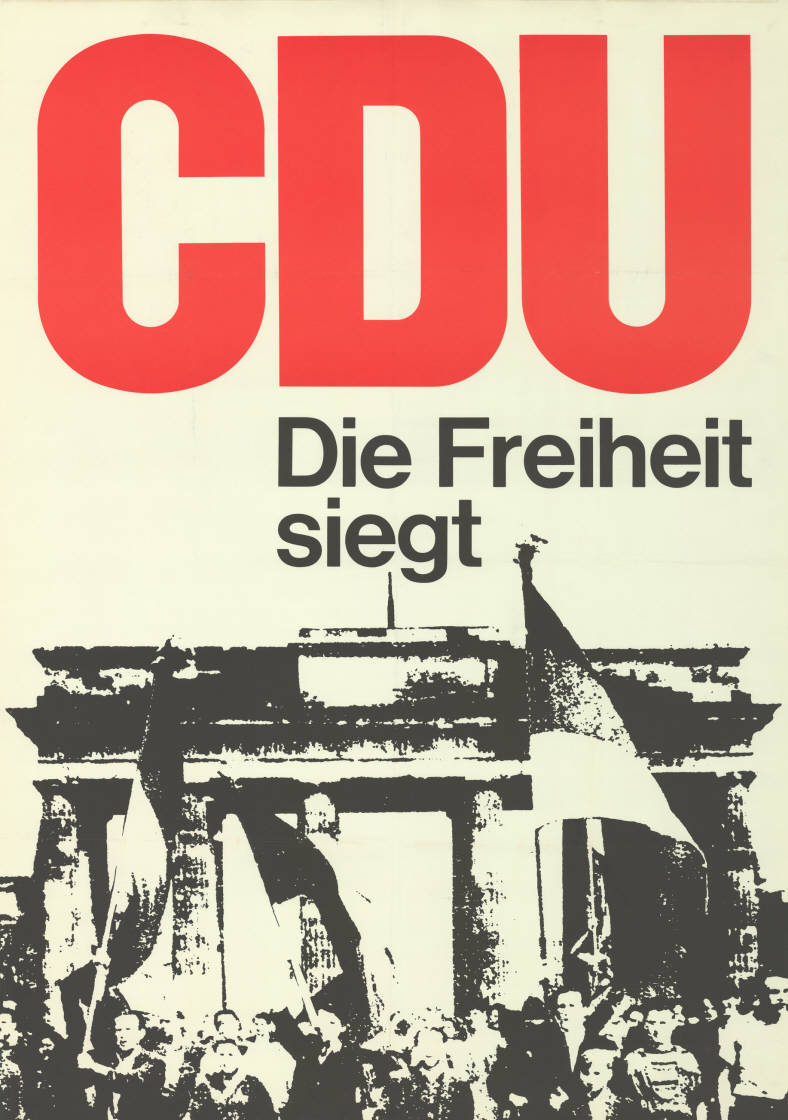
Wahlplakat der CDU

Die Wahl zum Abgeordnetenhaus von Berlin 1967 fand am 12. März 1967 statt und war die erste Wahl nach dem Rücktritt Willy Brandts als Regierender Bürgermeister.
Nach dem Rücktritt von Bundeskanzler Ludwig Erhard (CDU) am 30. November 1966 infolge des Bruchs der Koalition aus CDU/CSU und FDP bildeten die Unionsparteien auf Bundesebene eine große Koalition mit der SPD. Zum neuen Bundeskanzler wurde am 1. Dezember 1966 Kurt Georg Kiesinger, bisher Ministerpräsident in Baden-Württemberg, gewählt.
Der bisherige Regierende Bürgermeister Brandt, der 1964 den Bundesvorsitz der SPD übernommen hatte und bereits 1961 und 1965 Kanzlerkandidat seiner Partei war, übernahm am 1. Dezember 1966 das Amt des Vizekanzlers und Außenministers der Bundesrepublik. Zu seinem Nachfolger im Berliner Amt wurde am 14. Dezember 1966 sein langjähriger Innensenator Heinrich Albertz gewählt, der damit auch Spitzenkandidat der Berliner SPD wurde.
Albertz hatte ein schweres Erbe zu verwalten, war Brandt doch in seinen Jahren als Regierender Bürgermeister zu einer Art Volkstribun geworden, zu dessen Person und Politik Umfragen zufolge etwa 90 % der Berliner ihre Zufriedenheit ausdrückten. Albertz schaffte es dennoch, in der verhältnismäßig kurzen Zeit zwischen Brandt-Rücktritt und Berlinwahl eigene Akzente zu setzen, wobei ihm hier zugutekam, dass er bereits seit 1963 als Bürgermeister Brandts Stellvertreter war und sich insofern mit den Aufgaben bereits hatte vertraut machen können.
Die SPD erreichte trotz eines Verlustes von fünf Prozentpunkten mit 56,9 % der Stimmen immer noch eine beachtliche absolute Mehrheit. Die oppositionellen Christdemokraten, die bereits zum dritten Mal in Folge mit Franz Amrehn als Spitzenkandidaten antraten, steigerten sich um 4,1 Prozentpunkte auf 32,9 % der Stimmen, während die FDP als Koalitionspartner der SPD ebenfalls leichte Verluste erlitt, 7,1 % gegenüber 7,9 % 1963.
Albertz setzte die Koalition mit der FDP fort und wurde selbst im Amt bestätigt.
| Wahl vom 12. März 1967 | Wahl vom 12. März 1967 | Wahl vom 12. März 1967 | Wahl vom 12. März 1967 |
| ---------------------- | ---------------------- | ---------------------- | ---------------------- |
| Wahlberechtigte        | 1.718.435              |                        |                        |
| Wahlbeteiligung        | 1.481.674              | 86,2 %                 |                        |
| SPD                    | 829.694                | 56,9 %                 | 81 Mand.               |
| CDU                    | 479.945                | 32,9 %                 | 47 Mand.               |
| FDP                    | 103.973                | 7,1 %                  | 9 Mand.                |
| SED-W                  | 29.925                 | 2,1 %                  | — Mand.                |
| AUD                    | 15.507                 | 1,1 %                  | — Mand.                |
| Summen                 |                        | 100,0 %                | 137 Mand.              |